# 三戸町コミュニティバス
三戸町コミュニティバス（さんのへまちコミュニティバス）は、青森県三戸郡三戸町内を運行するコミュニティバスである。

## 概要
三戸町を運行するバスは長年南部バスが行ってきたが、利用者の減少で町が支出する運行補助金が増額してきたことから、既存の南部バスの一般路線バスと、町が運行していたスクールバス・患者送迎バスを統合の上、新たにコミュニティバスの運行を企画した。

## 運行内容
- 運賃：100円均一
- 運行日：路線によって異なる（隔日運行・学校休校日運休等）

### 運行委託
- 岩手県北自動車南部支社三戸営業所

### 沿革
- 2013年（平成25年）10月1日 - 三戸町コミュニティバスを運行開始。
- 2017年（平成29年）3月1日 - 受託者であった南部バスの経営破綻に伴い、同社運営を引き継いだ岩手県北自動車（南部支社）への移管を実施。

## 路線
- 蛇沼線（南部バス一般路線より転換）
- 杉沢線（南部バス一般路線より転換）
- 道の駅さんのへ線
- 目時線
- 泉山線（南部バス一般路線より転換）
- 豊川線
- 斗川線（スクールバス・患者送迎バスより転換）
- 大舌線（スクールバス・患者送迎バスより転換）

## 車両
三戸町出身の馬場のぼるの代表作『11ぴきのねこ』のイラストをラッピングした車両が使用されている。バス停留所ポールにも『11ぴきのねこ』のイラストが描かれている。
南部バス一般路線バスとの区別のため、方向幕が緑幕＋白文字の方向幕を使用している。
南部バスの車両を使用し、車種は大型車、中型車、小型車、マイクロバス（三菱ふそう・ローザ）など多様である。